# ادی گودرج
ادی گودرج (به انگلیسی: Adi Godrej) (زاده ۳ آوریل ۱۹۴۲) کارآفرین، صنعتگر و مدیر اجرایی هندی و از پارسیان هند است، که در حال حاضر به‌عنوان رئیس هیئت مدیره شرکت گروه گودرج فعالیت می‌کند.
ادی گودرج هم‌اکنون بزرگترین عضو خانواده گودرج محسوب می‌شود. وی در سال ۲۰۱۲ با دارایی خالص ۹ میلیارد دلار از سوی مجله فوربز به‌عنوان سومین فرد ثروتمند هند شناخته شد. در سال ۲۰۱۳ دارایی وی به ۸٫۳ میلیارد دلار کاهش پیدا کرد. ادی گودرج هم‌اکنون (۲۰۱۴) با دارایی خالص ۳٫۵ میلیارد دلار در رتبه ۴۰۷ از فهرست ثروتمندترین افراد جهان قرار دارد.

## زندگی‌نامه
ادی گودرج، نسل سوم خانواده گودرج است که مالک گروه گودرج هستند. آدی گودرج همراه با ثروت ۲٫۵ میلیارد دلار در جایگاه صد و چهل و هشتم ثروتمندان جهان در سال ۲۰۱۰ قرار دارد. وی یک صنعتگر و فرد خیر هندی و رئیس گروه گودرج است. گروه گودرج یک مجموعه شرکت است که در صنایع مختلفی چون مبلمان، سلامت، تجهیزات اداری، فرآوری مواد غذایی، ایمنی، انبار و ذخیره‌سازی مواد، ساخت و ساز و تکنولوژی اطلاعات فعالیت دارد. این شرکت در سال ۱۸۹۷ توسط اردشیر گودرج و برادرش پیرودشا در شهر مومبای هند تأسیس شد. محصولات این شرکت شامل سیستم‌های امنیتی، دستگاه‌های تایپ و پردازش کلمات، دستگاه‌های پرتاب موشک، یخچال و مبلمان، خدمات برونسپاری، ابزار و تجهیزات ماشین آلات، مواد آرایشی و بهداشتی، ایستگاه‌های کاری مهندسی، تجهیزات تشخیص پزشکی و تجهیزات فضایی، روغن‌ها و مواد شیمیایی خوراکی، خوشبوکننده‌های خودرو، ماشین‌های خیاطی، محصولات کشاورزی، طیور و تجهیزات کشاورزی می‌شود.
در حال حاضر آدی و جمشید گودرج هدایت این گروه را بر عهده دارند. این شرکت بیش از ۹۷۰۰ کارمند دارد. گروه گودرج ۷ شرکت زیرمجموعه اصلی به نام‌های گودرج و بویس، صنایع گودرج، دارایی‌های گودرج، محصولات مصرفی گودرج، محصولات خانگی گودرج، گودرج هرشی و گودرج آگرووت دارد.
آدی گودرج در سال ۱۹۴۳ در هندوستان متولد شد. آدی به خاطر می‌آورد زمانی که کودک بود با وجود آنکه در خانواده‌ای ثروتمند بودند مادرش ماهانه مبلغی به او می‌داد و آدی باید تمام خرج خود در ماه را با آن مبلغ مدیریت می‌کرد و لباس، کتاب، اسباب بازی، خوراکی، هدیه و غیره را با آن مبلغ تهیه می‌کرد. این کار به او هنر مدیریت پول و هدر ندادن آن را آموخت. او هندوستان را در سن ۱۷ سالگی ترک کرد تا در دانشگاه MIT به تحصیل بپردازد. آدی اگرچه تصمیم داشت در رشته مهندسی مکانیک تحصیل کند، به مدیریت تغییر رشته داد. او تحصیلات خود را تا مقطع کارشناسی ارشد هم ادامه داد.
آدی گودرج پس از بازگشتش به هند به کسب و کار خانوادگی پیوست. او ساختار مدیریتی شرکت را سیستماتیک و مدرن سازی کرد و بهبودهایی را در فرایندهای شرکت صورت داد. این شرکت قبل از آمدن آدی گودرج یک شرکت تولید کننده مواد شوینده و قفل‌ها بود. آدی گودرج این شرکت را تبدیل به یک مجموعه شرکت بزرگ در صنایع مختلف کرد. گودرج پس از فرایند لیبرال شدن هند ساختار سیاست‌های شرکت را از نو ایجاد کرد تا بتواند با چالش‌های جهانی شدن به خوبی روبه‌رو شود. این گروه در اوایل دهه اول قرن بیستم توانست فرایند ساختاردهی مجدد ۱۰ ساله را با موفقیت به اتمام برساند. گروه گودرج با دفاتر و واحدهای تولیدی در بیش از ۶۰ کشور دنیا حضوری فعال دارد. این شرکت یک موسسه مدیریتی هم در حیدرآباد تأسیس کرده‌است.
گروه گودرج تحت رهبری آدی گودرج همچنین در فعالیت‌های خیرخواهانه زیادی مشارکت دارد. گودرج یکی از حامیان اصلی صندوق جهانی حفاظت از حیات وحش در هندوستان است. این گروه همچنین یک محوطه سبز در حومه مومبای تأسیس کرده‌است که در این فضای سبز مدرسه‌ای هم برای فرزندان کارکنان شرکت تأسیس شده‌است.
برادر آدی گودرج، جمشید، نیز در حال حاضر رئیس یکی از زیرمجموعه‌های گروه شرکت تولیدی گودرج و بویس است. در واقع هسته اولیه گروه گودرج نیز همین شرکت بود که در سال ۱۸۹۷ تأسیس شد. آدی گودرج ازدواج کرده و سه فرزند دارد و در حال حاضر ساکن شهر مومبای است. دختر دوم او در هاروارد تحصیل می‌کند و تنها پسرش نیز پس از اتمام تحصیلاتش در خارج از کشور به گودرج پیوسته است. دختر بزرگ او نیز در حال حاضر مدیر اجرایی و رئیس بازاریابی شرکت صنایع گودرج است.